# مارك فيش
مارك فيش (بالإنجليزية: Mark Fish)‏، من مواليد 14 مارس 1974 في كيب تاون في جنوب أفريقيا، لاعب كرة قدم جنوب أفريقي.
بدأ مسيرته الكروية مع نادي جومو كوسموس في عام 1991، ولعب معهم حتى عام 1993، وشارك معهم في 53 مباراة وسجل 3 أهداف، وفي عام 1993 انتقل إلى نادي أورلاندو بايريتس، ولعب معهم حتى عام 1996، وشارك معهم في 110 مباريات وسجل 11 هدف، وفي موسم 1996/1997 انتقل إلى نادي لاتسيو الإيطالي، ولعب معهم 15 مباراة وسجل هدف واحد، وفي عام 1997 انتقل إلى نادي بولتون واندرز الإنجليزي، ولعب معهم حتى عام 2000، وشارك معهم في 103 مباريات وسجل 3 أهداف، وفي عام 2000 انتقل إلى نادي تشارلتون أثلتك الإنجليزي، ولعب معهم حتى عام 2005، وشارك معهم في 102 مباراة وسجل هدفين، وفي عام 2005 أعير إلى نادي إيبسويتش تاون الإنجليزي، ولعب معهم مباراة واحدة، ومنذ عام 2007 وهو يلعب مع نادي جومو كوسموس.
و قد لعب مع منتخب بلاده منذ عام 1993 وحتى عام 2004، وشارك معهم في 62 مباراة وسجل هدفين.

## مسيرته الكروية
لعب مارك فيش خلال مسيرته الاحترافية مع 6 أندية في ستة عشر موسمًا وسجل خلالها 21 هدفًا ضمن 386 مباراة. حيث فاز في موسم واحد بالكأس وفي موسم واحد بالدوري.
خاض مارك فيش مسيرته مع نادي جومو كوزموز في عامي 1992-1994 ولمدة موسمين، مشاركًا في 55 مباراة سجل خلالها 3 أهداف. ثم انتقل إلى نادي أورلاندو بيراتس في موسم 1994 واستمر معه طيلة ثلاثة مواسم، حيث شارك في 110 مباراة سجل خلالها 11 هدفًا. لينتقل بعدها إلى نادي لاتسيو في موسم 1996–97 لمدة موسم واحد، مشاركًا في 15 مباراة سجل خلالها هدفًا واحدًا. ثم انتقل إلى نادي بولتون واندررز في موسم 1997–98 ليلعب معه أربعة مواسم، مشاركًا في 103 مباراة سجل خلالها 3 أهداف. هذا وانتقل لاحقًا إلى نادي تشارلتون أثلتيك في موسم 2000–01 ليلعب معه خمسة مواسم، مشاركًا في 102 مباراة سجل خلالها 3 أهداف أيضًا. ثم انتقل بعدها إلى نادي إيبسويتش تاون في موسم 2005–06 لمدة موسم واحد، مشاركًا في مباراة ولم يسجل أي هدف.

## روابط خارجية
- مارك فيش على موقع الاتحاد الدولي (مؤرشف)  (الإنجليزية)
- مارك فيش على موقع قاعدة بيانات كرة القدم.إي يو (الإنجليزية)
- مارك فيش على موقع ناشيونال فوتبول تيمز (الإنجليزية)
- مارك فيش على موقع Soccerbase.com (لاعب) (الإنجليزية)
- مارك فيش على موقع عالم كرة القدم.نت (الإنجليزية)
- مارك فيش على موقع كووورة